# Tibouchina decemcostata
Tibouchina decemcostata är en tvåhjärtbladig växtart som beskrevs av Célestin Alfred Cogniaux. Tibouchina decemcostata ingår i släktet Tibouchina och familjen Melastomataceae. Inga underarter finns listade i Catalogue of Life.